# Mycetophila pectita
Mycetophila pectita är en tvåvingeart som beskrevs av Oskar Augustus Johannsen 1912. Mycetophila pectita ingår i släktet Mycetophila och familjen svampmyggor. Inga underarter finns listade i Catalogue of Life.